# Dongchang Road
Dongchang Road (东昌路) is een station van de metro van Shanghai, gelegen in het district Pudong. Het station werd geopend op 20 september 1999 en is onderdeel van lijn 2.